# Rainier (Washington)
Rainier è un comune degli Stati Uniti d'America, situato nello Stato di Washington, nella Contea di Thurston.